# دیوید امیگو
دیوید امیگو (انگلیسی: David Amigo؛ زادهٔ ۲۲ اکتبر ۲۰۰۲) بازیکن فوتبال است.